# La Baroche
La Baroche je obec ve švýcarském kantonu Jura. Žije zde přibližně 1 200 obyvatel.

## Geografie
Obec se nachází ve východní části okresu Porrentruy, východně od okresního města Porrentruy, na hranici s Francií.
Sousedními obcemi La Baroche jsou Pleigne, Bourrignon, Boécourt, Clos du Doubs, Cornol, Alle a Vendlincourt v kantonu Jura a Levoncourt, Oberlarg a Lucelle v sousední Francii.

## Historie
Vznikla 1. ledna 2009 z bývalých obcí Asuel, Charmoille, Fregiécourt, Miécourt a Pleujouse. Obecní správa La Baroche se nachází v Charmoille.

## Doprava
Obec se nachází na staré kantonální silnici Porrentruy–Delémont. Železniční spojení obec nemá.